# Asclerosibutia laticornis
Asclerosibutia laticornis es una especie de coleóptero de la familia Oedemeridae.

## Distribución geográfica
Habita en la República Democrática del Congo.